# Hieracium rupicola
Hieracium rupicola là một loài thực vật có hoa trong họ Cúc. Loài này được Jord. mô tả khoa học đầu tiên năm 1848.